# Desmosoma strombergi
Desmosoma strombergi är en kräftdjursart som beskrevs av Jörundur Svavarsson 1988. Desmosoma strombergi ingår i släktet Desmosoma och familjen Desmosomatidae. Inga underarter finns listade i Catalogue of Life.